# Hemerodromia nympha
Hemerodromia nympha är en tvåvingeart som beskrevs av Axel Leonard Melander 1928. Hemerodromia nympha ingår i släktet Hemerodromia och familjen dansflugor. Inga underarter finns listade i Catalogue of Life.